# Коблига, Франтишек
Фра́нтишек Ко́блига (чеш. František Kobliha; 17 ноября 1877[…], Прага, Цислейтания — 12 декабря 1962[…], Прага) — чешский художник и график, представитель второго поколения чешского символизма.

## Жизнь и творчество
Ф. Коблига изучал живопись в Высшей школе прикладного искусства в Праге (UMPRUM) в 1901—1905 годах, под руководством Франтишека Женишека, однако графическим искусством он овладел самоучкой. Впервые его работы были выставлены в Праге в 1901 году, в 1910 году состоялась выставка работ художника в Брно. В 1923 он вступает в Союз чешских художников-графиков Голлар. С 1932 года Ф. Коблига — председатель этого союза. Автор ряда книг по графическому мастерству.
Работы Ф. Коблиги относятся к произведениям позднего символизма и инспирированы творчеством таких мастеров, как Одилон Редон, Карел Главачек и британских прерафаэлитов. Автор многочисленных экслибрисов, литографий и ксилографий. Работал также как книжный иллюстратор.

## Работы (избранное)
- листы графики Фантазии лунной ночи
- 1909 — цикл Тристан
- 1910 — цикл иллюстраций к книгам Карла Главачека
- 1911 — цикл Жена
- 1916 — цикл Баллады
- 1917 — цикл Предания и легенды
- 1925 — Искушение святого Антония.
- Апокалипсис
- Эндимион — иллюстрации к сборнику басен Йиржи Карасека